# Tôm sú
Tôm sú (tên khoa học: Penaeus monodon) là một loài động vật giáp xác đại dương được nuôi để dùng làm thực phẩm.

## Phân bổ
Phân bổ tự nhiên của loài này là khu vực Ấn-Tây-Thái Bình Dương, trải từ bờ đông châu Phi, bán đảo Ả Rập, đến tận Đông Nam Á và biển Nhật Bản. Ở đông Úc cũng có loài này, và một lượng nhỏ tôm sú cũng đi vào Địa Trung Hải qua kênh đào Suez. Ngoài ra còn có ở Hawaii và bờ biển Đại Tây Dương của Mỹ (Florida, Georgia và Nam Carolina).

## Đặc điểm
Cả con đực lẫn con cái đều đạt tới kích thước khoảng 36 cm chiều dài, con cái có thể nặng tới 650 g, khiến nó trở thành loài tôm pan đan lớn nhất thế giới.
P. monodon là loài tôm pan đan được nuôi rộng rãi nhất trên thế giới, mặc dù loài tôm thẻ chân trắng Litopenaeus vannamei ngày càng chiếm ưu thế. Hàng năm hơn 900.000 tấn tôm sú được tiêu thụ, hai phần ba số đó đến từ các trại tôm ở Đông Nam Á.

## Hình ảnh

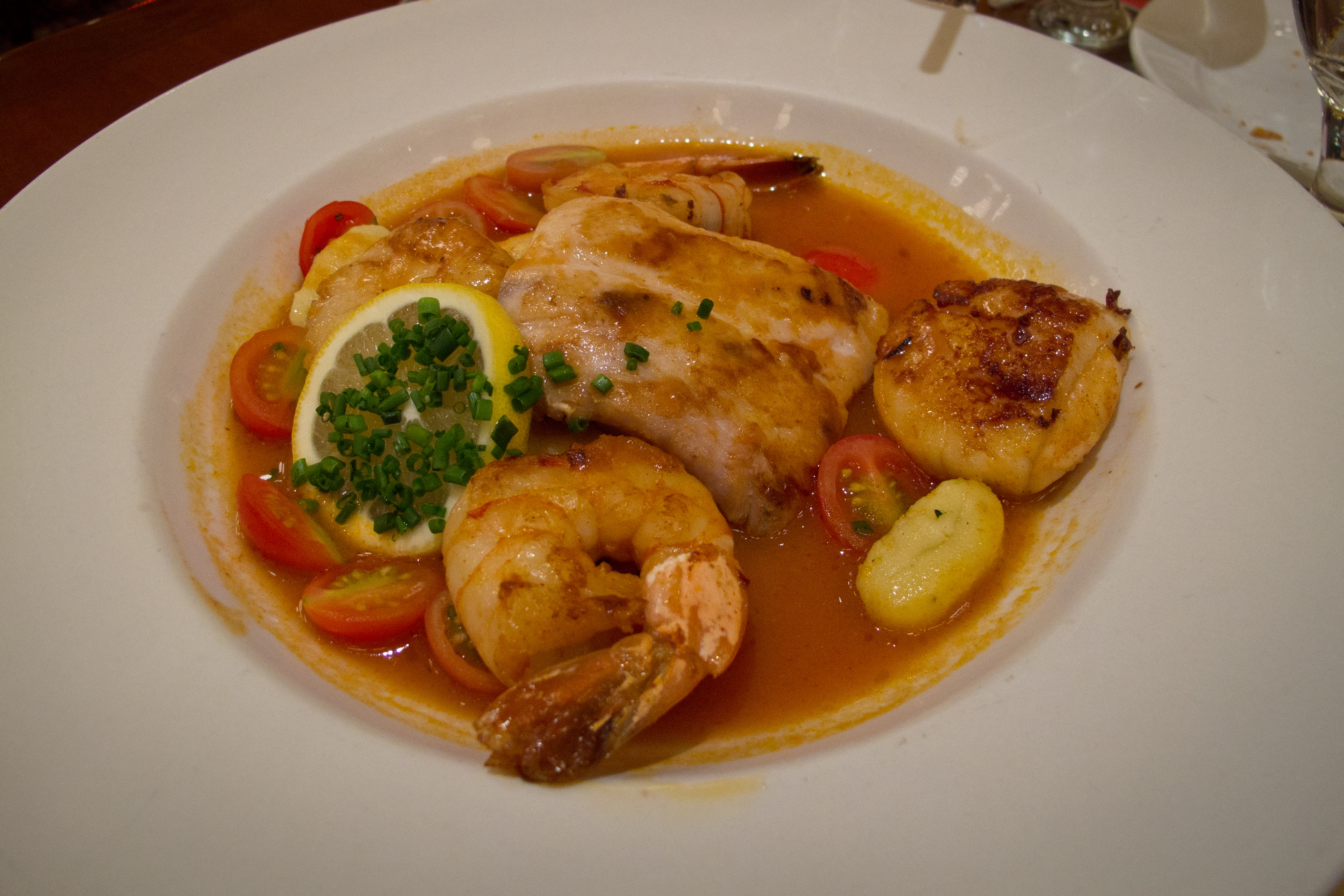
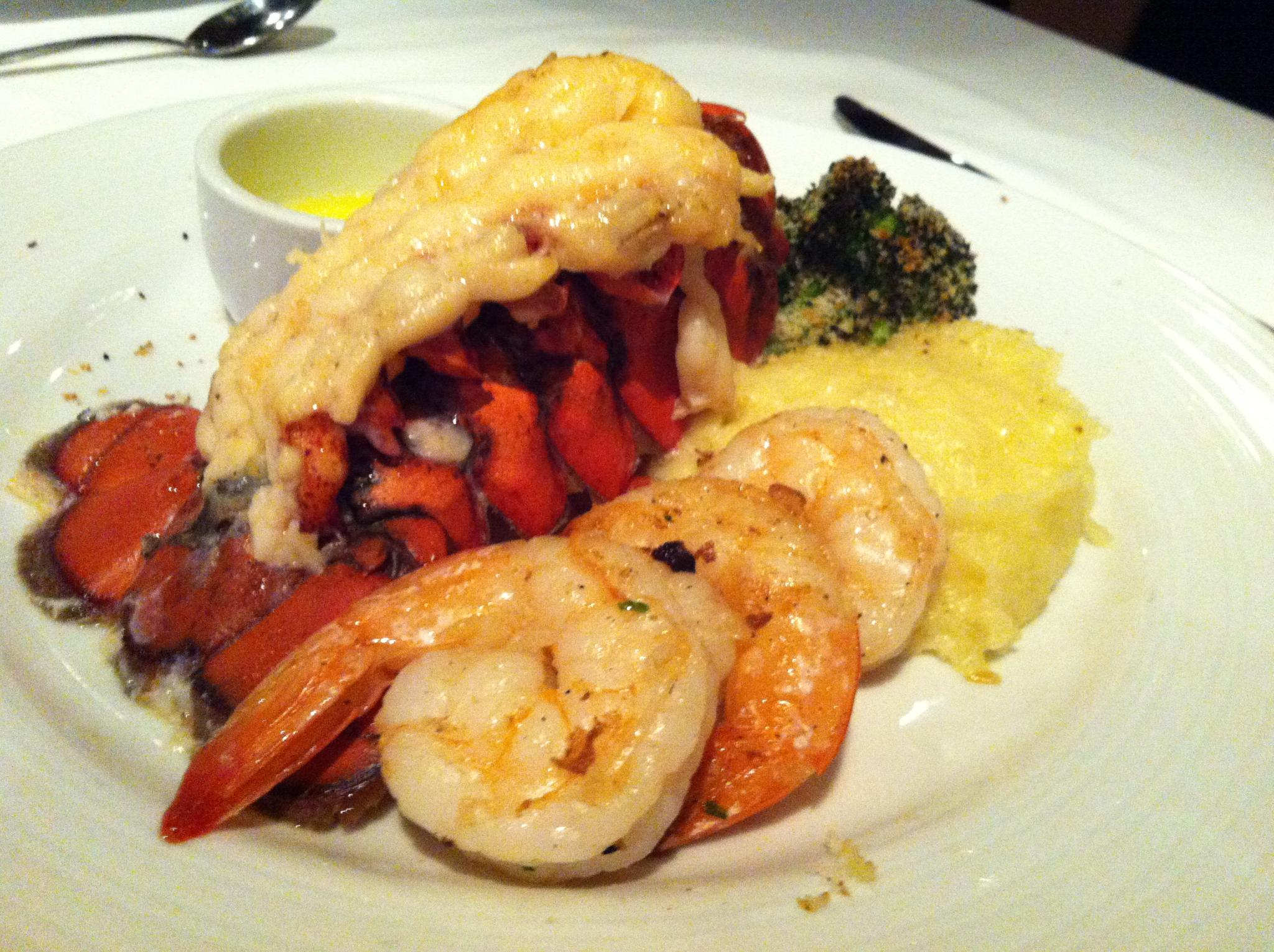
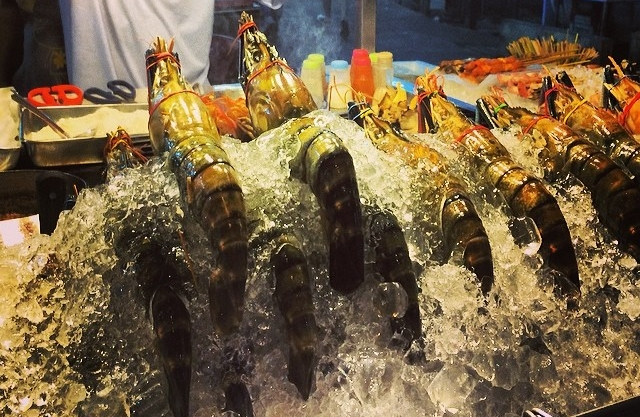
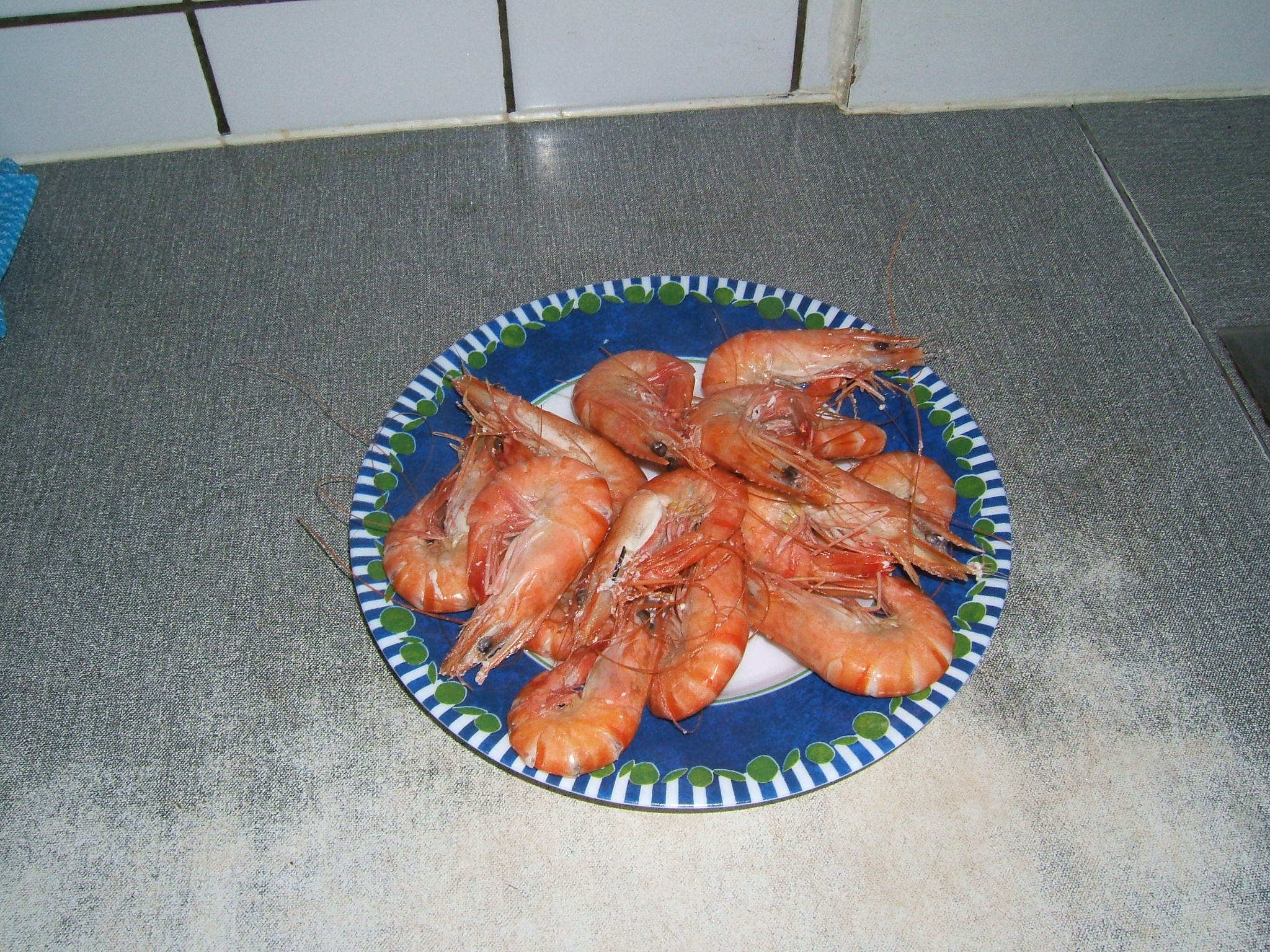